# Manuel Moreira Dias
Manuel Moreira Dias (Recife, 7 de abril de 1862 — Natal, 29 de dezembro de 1908) foi um advogado e político brasileiro. Pelo Rio Grande do Norte, foi vice-presidente entre 1905 e 1906 e presidente entre 1906 1907.
Filho de José Antônio Moreira Dias e de Joana dos Santos Moreira, sua formação em bacharel em Direito foi pela Faculdade de Direito do Recife da Universidade Federal de Pernambuco, no ano de 1886. Seguindo a profissão, foi promotor e juiz de direito.
A vida pública rendeu-lhe cargos como o de secretário de Governo na gestão do presidente Amintas Barros em 1891, deputado estadual em 1891 e 1895, sendo presidente do Congresso potiguar entre 1895 e 1896, vice-presidente do estado no governo de Augusto Tavares de Lira nos anos de 1905 e 1906, e, por conseguinte, presidente do Rio Grande do Norte entre 1906 e 1907, após a renúncia do titular.
Era casado com Etelvina Gomes Moreia Dias, com quem teve oito filhos.